# Rovkin klop
Rovkin klop (znanstveno ime Ixodes trianguliceps) je predstavnik klopov, ki je razširjen tudi v Sloveniji.
Med gostitelje rovkinega klopa uvrščamo rovke, podgane, miši, jazbece, lisice, veverice, krte, zajce in kunce. Pogosto zajeda tudi konje in ljudi. Po Evropi je najbolj razširjen v Belgiji, Danski, Franciji, Nemčiji, Nizozemski, Irski, Poljski, Norveški, Švedski, Švici, Združenem kraljestvu in severnem delu Španije, do nadmorske višine 2400 m. Potrjeni so tudi habitati v Belorusiji, Bolgariji, Češki, Sloveniji, Moldaviji, Ukrajini in Rusiji.